# The Dubrovniks
The Dubrovniks war eine in Sydney gegründete australische Rockband. 

## Geschichte
Im August 1986 gründeten Roddy Radalj, James Baker, Boris Sujdovic und Peter Simpson die Band The Adorable Ones. Unter diesem Namen existierte jedoch bereits eine Band aus Brisbane. Da Radalj und Sujdovic in Dubrovnik geboren wurden, fand 1987 eine Umbenennung in The Dubrovniks statt. 1989 verließ Radalj die Band um sich anderen Projekten zu widmen. Im selben Jahr erschien das Debütalbum Dubrovnik Blues. Die Band erfuhr mehrere Umbesetzungen, bevor sie sich 1994 auflöste.

## Diskografie

### Alben
- 1989: Dubrovnik Blues

(Baker, Simpson, Sujdovic)
- 1990: Audio Sonic Love Affair

(Baker, Flynn, Simpson, Sujdovic)
- 1992: Chrome

(Armstrong, Baker, Flynn, Sujdovic)
- 1994: Medicine Wheel

(Armstrong, Baker, Simpson, Sujdovic)

### Singles
- 1988: Fireball of Love / If I Had a Gun
- 1988: My Coo Ca Choo / Girls Go Manic
- 1989: Speedway Girls / Freezing Rain
- 1990: Love Is on the Loose Tonight
- 1992: French Revolution